# Mechanical Resonance
Mechanical Resonance es el álbum debut de la banda de hard rock americana Tesla. Fue grabado en 1986. El álbum fue certificado con disco de platino por la RIAA el 5 de octubre de 1989.

## Lista de canciones
1. "EZ Come EZ Go" (Frank Hannon, Jeff Keith, Troy Luccketta, Tommy Skeoch, Brian Wheat) - 3:32
2. "Cumin' Atcha Live"  (Hannon, Keith, Wheat) - 4:25
3. "Gettin' Better" (Hannon, Keith)  - 3:20
4. "2 Late 4 Love" (Hannon, Keith, Luccketta, Skeoch, Wheat) - 3:50
5. "Rock Me to the Top" (Keith, Skeoch)- 3:38
6. "We're No Good Together" (Hannon, Keith, Luccketta) - 5:15
7. "Modern Day Cowboy" (Hannon, Keith, Skeoch)- 5:19
8. "Changes" (Hannon, Keith, Luccketta, Skeoch, Wheat)- 5:02
9. "Little Suzi" (Jim Diamond, Tony Hymas)- 4:55
10. "Love Me" (Hannon, Keith, Wheat)- 4:15
11. "Cover Queen" (Hannon, Keith)- 4:32
12. "Before My Eyes" (Hannon, Keith, Luccketta, Skeoch)- 5:25

## Información de las canciones
- "Modern Day Cowboy" aparece en el videojuego Guitar Hero: Warriors of Rock.
- "Gettin 'Better" fue lanzado como el segundo sencillo del álbum el 10 de febrero de 1987. El lado B fue "Rock Me to the Top"
- "Comin 'Atcha Live" es generalmente la primera canción que se toca en los conciertos de la banda. Aparece en el videojuego Grand Theft Auto: Vice City.
- "Little Suzi es un cover de la banda Ph.D.

## Posiciones en las listas
Álbum - Billboard (Norteamérica)
| Año  | Lista         | Posición |
| ---- | ------------- | -------- |
| 1986 | Billboard 200 | 32       |

Sencillos - Billboard (Norteamérica)
| Año  | Lista             | Sencillo            | Posición |
| ---- | ----------------- | ------------------- | -------- |
| 1987 | Mainstream Rock   | "Modern Day Cowboy" | 35       |
| 1987 | Billboard Hot 100 | "Little Suzi"       | 91       |
| 1987 | Mainstream Rock   | "Little Suzi"       | 22       |

## Personal
- Jeff Keith: voz principal.
- Frank Hannon: guitarra acústica y eléctrica, teclados, mandolina, coros.
- Tommy Skeoch: guitarra acústica y eléctrica, coros.
- Brian Wheat: bajo, coros.
- Troy Lucketta: batería, percusión.

## Producción
- Producido por Michael Barbiero & Steve Thompson